# دينيسي ووكر
دينيسي ووكر (بالإنجليزية: Dean Walker)‏ (18 مايو 1962 نيوكاسل أبون تاين المملكة المتحدة - ) هو لاعب كرة قدم بريطاني، يلعب كمدافع، ولعب مباراة.

## مسيرته

### مسيرته مع الأندية
- 1982 - 1982 لعب مع سكونثورب يونايتد مباراة.